# Stefan Yard
Stefan Yard, född 30 maj 1949, är en svensk professor i företagsekonomi vid Ekonomihögskolan i Lund.
Bland Stefan Yard publikationer finns boken "Kalkyler" som används som undervisningsmaterial vid investeringsbedömningar.

## Utmärkelser, ledamotskap och priser
- Ledamot av Vetenskapssocieteten i Lund (LVSL, 1999)[1]